# Aurora Madaula
Aurora Madaula i Giménez (Mollet del Vallès, Barcelona, 12 de noviembre de 1978) es una historiadora y política española. Es diputada en el Parlamento de Cataluña desde la XII legislatura.

## Biografía
Madaula, natural de Mollet del Vallès, nació el 12 de noviembre de 1978. Se licenció en Historia Contemporánea por la Universidad de Barcelona. Una vez graduada, colaboró en la Cátedra Josep Termes de esa universidad. En 2014 publicó conjuntamente con Agustí Colomines el libro Patria y Progreso. La Mancomunidad de Cataluña 1914-1924.
En enero de 2015 creó junto a Agustí Colomines A&A Traficants d'Idees, una empresa de gestión cultural. Tras varias estancias en universidades de Estados Unidos, en concreto en las universidades de Nevada y Boston, en julio de 2017 presentó su tesis doctoral, titulada Forging nation from exile: International recognition, political alignment and ideological constraints in Basque nationalisms (1956-1977), codirigida por los profesores Joseba Agirreazkuenaga y Jordi Casassas. Conjuntamente con Agustí Colomines, escribió la introducción del libro de la profesora norteamericana Liah Greenfeld, Pensar con libertad. La humanidad y la nación en todos sus estados (2016).
Colabora asiduamente a los medios de comunicación, en especial con Catalunya Ràdio y Betevé.
En las Elecciones al Parlamento de Cataluña de 2017 fue elegida diputada por la lista de Junts per Catalunya.